# Ténin Camara
Pour les articles homonymes, voir Camara.
Ténin Camara (née en 1958) est une lanceuse de javelot ivoirienne.

## Carrière
Ténin Camara remporte aux Championnats d'Afrique de 1984 la médaille d'or du lancer du javelot.